# Die Reise von Charles Darwin
Die Reise von Charles Darwin ist eine von der BBC produzierte Fernsehserie, die am 31. Oktober 1978 erstmals ausgestrahlt und in Großbritannien und Deutschland gesendet wurde. Sie schildert das Leben des Naturwissenschaftlers und Forschers Charles Darwin, vor allem aber (Episoden 2–6) dessen Reise um die Welt von 1831 bis 1836. Die von Robert Reid geschriebene Serie hält sich eng an die historischen Fakten und wurde mit großem Aufwand an Originalschauplätzen gedreht. Die 1917 in Valencia gebaute und in Großbritannien registrierte Bark „Marques“ fungierte in der Serie als „Beagle“.

## Episodenführer

### 1. Teil(I Was Considered a Very Ordinary Boy)(1825–1831)
Der 16-jährige Charles Darwin wächst mit seinen beiden Schwestern in Mount nahe Shrewsbury bei seinem Vater Robert Darwin auf, der dort eine erfolgreiche Arztpraxis betreibt. Auf Wunsch des Vaters beginnt er an der Universität Edinburgh ein Medizinstudium, erkennt jedoch rasch, dass dies nichts für ihn ist. Als er zum ersten Mal einen chirurgischen Eingriff beobachten soll, ergreift der junge Charles schweißüberströmt die Flucht.
Im Sommer besucht er seinen Onkel Josiah Wedgwood, Sohn des berühmten Töpfereiunternehmers Josiah Wedgewood und hoch angesehener Parlamentsabgeordneter, und dessen Frau und Töchter in Maer Hall in Staffordshire. Im Januar 1828 beginnt er auf Vorschlag seines Vaters ein Theologiestudium am Christ’s College in Cambridge.
Etwa zu dieser Zeit – im Dezember 1828 – übernimmt der um drei Jahre ältere Lieutenant Robert FitzRoy vor Feuerland sein erstes Kommando an Bord des britischen Vermessungsschiffs Beagle, da dessen Kapitän Pringle Stokes Selbstmord begangen hat. Im Zug einer Strafaktion werden drei Eingeborene des Yámana-Stamms als Geiseln genommen, und FitzRoy beschließt, diese mit nach England zu nehmen, um aus ihnen „zivilisierte Christen“ zu machen. Den intelligentesten der drei, der den englischen Namen Jemmy Button erhält, unterrichtet er persönlich in der englischen Sprache.
Währenddessen widmet sich Darwin in Cambridge drei Jahre lang mehr der Jagd nach Käfern als seinen Studien und besucht nur einige wenige Pflichtvorlesungen. Bereits im ersten Sommersemester nimmt ihn sein Freund Fox zum Botanischen Garten mit, wo er die Vorlesung von Professor Henslow, einem Geistlichen und Botaniker, hört. Henslow, dem auffällt, dass Darwins Enthusiasmus für die Naturwissenschaft erheblich stärker ist als jener für die Theologie, wendet sich dem jungen Mann zu und die beiden treffen sich ab nun beinahe täglich zu gemeinsamen Spaziergängen.
Im Sommer 1831 wird die HMS Beagle in Devonport überholt, bevor sie unter FitzRoys Kommando zu einer zweiten Reise nach Südamerika aufbrechen soll, um die Vermessungsarbeiten in Patagonien und Feuerland zu beenden, die Küsten von Chile und Peru zu kartographieren und chronologische Messungen rund um die Welt durchzuführen. Prof. Henslow empfiehlt Darwin als bestens geeigneten Naturforscher für diese auf drei Jahre angesetzte Expedition aufgrund seiner Fähigkeiten im Sammeln, Beobachten und Beschreiben. Darwins Vater ist anfangs dagegen, aber Onkel „Joshua“ Josiah Wedgwood kann ihn schließlich umstimmen, und er bezahlt die Kosten von etwa 500 Pfund für die Reise seines Sohnes. Der konservative FitzRoy ist anfangs skeptisch ob der mangelnden Erfahrung Darwins, entscheidet sich aber dank Henslows Fürsprache schließlich für ihn.
Mit den drei auf FitzRoys Kosten ausgebildeten Eingeborenen, die in Feuerland eine christliche Kolonie gründen sollen und einem Satz hervorragender Chronometer an Bord soll die Reise Ende 1831 losgehen. FitzRoy schenkt Darwin vor der Abreise noch die soeben veröffentlichten Prinzipien der Geologie von Charles Lyell. Am Tag vor der Abreise hat Darwin starke Herzbeschwerden, beschließt jedoch, niemandem davon etwas zu sagen, um seine Mitfahrt nicht zu gefährden.
Am 27. Dezember 1831 lichtet die Beagle mit ihren 70 Mann Besatzung den Anker und sticht in See. Darwin erinnert sich später: „Die Reise der Beagle sollte bei weitem das wichtigste Ereignis in meinem Leben werden und meine gesamte Zukunft beeinflussen.“

### 2. Teil(My Mind Was a Chaos of Delight)(1831–1832)
Darwin leidet schwer an Seekrankheit, und so beschließ der zwar sehr korrekte, aber manchmal auch extrem launische Fitzroy, die Fahrt etwas zu verlangsamen, damit sich Darwin erholen kann. Als Darwin kurz darauf vulkanischen Staub an Deck findet, beschließt er, im Bramsegel-Stag des Fockmastes eine größere Probe davon zu sammeln, um dessen Herkunft zu klären und gewinnt durch diese Kletteraktion den Respekt FitzRoys und der Mannschaft. Unter dem Mikroskop entdeckt er dutzende organischer Lebensformen, die aufgrund der vorherrschenden Winde wahrscheinlich aus Südamerika stammen. Fitzroy stellt den jungen Covington als Assistenten für Darwin ab, und anlässlich seiner ersten Äquatorüberquerung muss der Naturforscher das traditionelle Ritual der „Neptunstaufe“ über sich ergehen lassen.
Am 20. Februar 1832 erreicht die Beagle San Salvador, das bis 1763 die Hauptstadt Brasiliens gewesen war, und wo Darwin, der Expeditionsmaler Augustus Earle und Lieutenant Wickham mitten in den Karnevalstrubel hineingeraten. Gemeinsam mit Covington erkundet Darwin den brasilianischen Regenwald und ist begeistert von der üppigen exotischen Flora und Fauna, die er minutiös beobachtet, wie er es in Cambridge gelernt hat. Im Rückblick sieht er dort den Anfang seiner Laufbahn als Naturwissenschaftler. Er beobachtet Nasenbären bei der Nahrungssuche, und das rätselhafte Fehlen großer Säugetiere in Südamerika beschäftigt ihn viele Monate.
Im März segelt die Beagle entlang der brasilianischen Küste südwärts, und Darwin wendet seine Aufmerksamkeit Meerestieren wie z. B. dem Igelfisch zu. Nach zwei Wochen Küstenvermessung nimmt FitzRoy Kurs auf Rio de Janeiro, wo Darwin zunächst von den gewaltigen geologischen Formationen fasziniert ist. Da Lt. Wickham einen Monat lang Ausbesserungsarbeiten am Schiff durchführen lässt, streift Darwin mit Covington in der Landschaft herum und sammelt zahlreiche Pflanzen und Insekten, beobachtet Blattschneiderameisen, Vogelspinnen und Frösche und fängt viele Schmetterlinge.
Als FitzRoy Abweichungen zwischen seinen und früheren französischen Vermessungen feststellt, beschließt er in Richtung San Salvador zurück zu segeln. Damit Darwin während der Korrekturmessungen seine Forschungen an Land weiterführen kann, stellt er ihn dem schottischen Plantagenbesitzer Patrick Lennon vor, der 100 Meilen landeinwärts ein großes Gut besitzt. Gemeinsam mit Earle und Covington reiten Darwin und Lennon zu dessen Landsitz. Unterwegs beobachtet Darwin die anscheinend hochorganisierten Wanderameisen und ist fasziniert von der Verwandlungsfähigkeit von Raupen. Eine Schlupfwespe, die ihre Eier auf einer gelähmten Spinne ablegt und diese so als Nahrungsquelle für ihren Nachwuchs benützt, veranlasst ihn zu der Feststellung: „Das Ausmaß der Grausamkeit ist ein Faktor, von dem die Natur keine Notiz zu nehmen scheint.“ Sowohl auf der viertägigen Reise als auch nach der Ankunft auf Lennons Gut zeigt sich Darwin wiederholt als Kritiker sowohl des britischen Klassensystems als auch der Sklaverei in Brasilien – sehr zum Ärger Lennons. Als er auf das Schiff zurückkehrt, gerät er über das Thema auch mit Fitzroy in einen heftigen Streit, der aber bald vergessen ist, denn nach einem Landgang erkranken einige der Männer an Fieber. Bis zum 19. Mai 1832 müssen drei davon, darunter der junge Musters, den FitzRoy besonders ins Herz geschlossen hatte, der See übergeben werden.

### 3. Teil(How Wide Was the Distance Between Savage and Civilised Man)(1832–1834)
Am 22. September 1832 erforscht Darwin mit Covington die damals noch völlig unbewohnte argentinische Küste bei Punta Alta, etwa 300 Meilen südlich vom Río de la Plata. Sie beobachten eine Kolonie von Seelöwen und untersuchen die Muschelschicht eines Küstenabfalls, wobei sie in einem Umkreis von nur 200 Metern die Fossilien eines Megatheriums (eines längst ausgestorbenen Riesenfaultiers), eines Toxodons und einer Art Riesengürteltier entdecken. Darwin fragt sich, warum diese riesigen Tiere allesamt ausgestorben sind, um von so viel Kleineren ersetzt zu werden und wie viele Jahrtausende das wohl her sein mag. FitzRoy wendet ein, dass Erzbischof Ussher die Schöpfung auf das Jahr 4004 v. Chr. berechnet hat. Während Darwin eine Klima- bzw. Vegetationsänderung für das Aussterben vermutet, ist der Captain überzeugt, dass die Riesentiere die Sintflut nicht überlebt hätten. Er erinnert Darwin an sein Theologiestudium, aber der zweifelt mittlerweile nicht nur an Usshers Datierung der Schöpfung, sondern auch daran, dass er einen guten Geistlichen abgeben würde.
Im Dezember 1832 gerät die Beagle vor Kap Hoorn in einen schweren Sturm, und Darwin wird erneut von der Seekrankheit geplagt. Erst nach 24 Tagen Kampf gegen die See gibt FitzRoy den Versuch der Umrundung des Kaps auf und sucht die Durchfahrt weiter nördlich im Beagle-Kanal. Nun sollen die drei Feuerländer vom Stamm der Yámana, die FitzRoy nach England mitgenommen hatte, in Begleitung des jungen Reverend Richard Matthews wieder an Land gebracht werden, um eine christliche Mission zu gründen. Während der Maler Earle – der schon die Maoris Neuseelands kennengelernt hat – findet, man sollte die Eingeborenen vor den Mysterien der göttlichen Erlösung bewahren und ihnen besser praktische Dinge beibringen, welche ihr Leben erleichtern, sieht sich der fromme FitzRoy selbst für dieses Experiment verantwortlich. Zu Weihnachten werden Matthews und die drei Yámana – Jemmy Button, York Minster und Fuegia Basket – an Land gebracht und unter dem Schutz von Marinesoldaten ein Lager errichtet. Die sogleich herbeiströmenden Eingeborenen stürzen sich auf die dargebrachten Geschenke. Jemmy Button schämt sich für seine „schmutzigen, wilden“ Landsleute. Als er auf seinen Bruder trifft, spricht er ihn zuerst auf Englisch und dann auf Spanisch an. Darwin bedauert Jemmy, der offenbar seine Muttersprache vergessen hat, und ist erschüttert ob der tiefen Kluft zwischen Wilden und zivilisierten Menschen. Die drei Yámana erinnern ihn an verletzte Tiere, die gezähmt und gesund gepflegt wurden, sich aber an die Gefangenschaft gewöhnt und den in der Wildnis nötigen Überlebensinstinkt verloren haben. Reverend Matthews argumentiert dagegen mit der Seele des Menschen, welche diesen von den Tieren unterscheide, wohingegen die Offiziere Wickham und Sulivan wiederum den Kannibalismus und die Brutalität der Eingeborenen einwenden. Sulivan wettet darauf sogar einen Sovereign: „Matthews kommt in den Suppentopf noch vor nächsten Dienstag.“
Die Mannschaft bricht wieder auf, um den westlichen Arm des Beagle-Kanals zu vermessen. Darwin ist beeindruckt von der unwirtlichen Landschaft, von Fels, Eis und Schnee sowie den gewaltigen Gletschern, und FitzRoy beschließt daraufhin, den höchsten Berg der Gegend „Mount Darwin“ zu nennen. Vor Einbruch des Winters kehrt das Schiff nach Wulaia zurück, wie FitzRoy es Matthews versprochen hat. Dort finden sie den jungen Reverend völlig erschöpft vor, und er und Jemmy Button berichten, dass die Yámana sie angegriffen und ihnen alles gestohlen hätten. Das Missionsexperiment ist also gescheitert, aber während Matthews froh ist, auf die „Beagle“ zurückkehren zu können, will Jemmy – trotz FitzRoys Angebot mitzukommen – in seiner Heimat bleiben. Der Captain verspricht, im folgenden Sommer wiederzukommen. Da FitzRoy mit den Aufzeichnungen der Küste Argentiniens noch nicht zufrieden ist, kehrt die „Beagle“ noch einmal in den Atlantik zurück. Darwin muss wie alle an Bord damit rechnen, dass es fünf lange Jahre dauern wird, ehe er seine Familie wiedersieht.
Zuhause in England macht sich Darwins Vater nicht so sehr wegen der wiederholten brieflichen Anfragen seines Sohnes um mehr Geld Sorgen, sondern weil dieser seiner Ansicht nach kaum wissenschaftliche Ergebnisse vorweisen könne. Dem widerspricht Josiah Wedgwood entschieden, der erzählt, dass Prof. Henslow einige der Proben, die ihm Darwin nach Cambridge geschickt hat, für einzigartig hält und die wissenschaftliche Welt enorm beeindruckt sei.
Im Februar 1834 segelt die Beagle wieder nach Feuerland – ein Jahr nach dem ersten Besuch. Zunächst findet sich kein Lebenszeichen von den drei Yámana, und das Lager ist verlassen. Gerade als FitzRoy wieder Segel setzen lassen will, taucht ein Kanu auf, worin Jemmy Button mit einer Frau neben sich heranpaddelt. Er lebt wieder so wie seine Vorfahren, bringt Geschenke für FitzRoy, Darwin und auch für seinen Lehrer in England, und rudert danach mit seiner Frau wieder davon. FitzRoy ist enttäuscht, verleiht aber trotzdem der Hoffnung Ausdruck, dass „eine Saat gesät“ sei.

### 4. Teil(Can Any Mountains, Any Continent, Withstand Such Waste?)(1834)
Im April 1834 versucht FitzRoy die Anden zu erreichen, indem er mit einem Boot den Río Santa Cruz in Südargentinien flussaufwärts fährt, aber das Unternehmen scheitert. In der Zwischenzeit hat Lt. Wickham die Beagle seitlich auf Strand gelegt und repariert. Darwin hat im Vorgebirge der Anden, 200 Meilen von der Küste entfernt, Strandkieselsteine gefunden. Während Darwin glaubt, dass die patagonische Ebene einst vom Meer bedeckt war, tippt FitzRoy wieder auf eine Sintflut-Katastrophe. Darwin hält dagegen, dass die 40 Tage der biblischen Flut, ja nicht einmal 400 Tage ausreichen würden, um Kieselsteine so rund zu schleifen. Er weist den Captain überdies auf die Unmöglichkeit hin, auf einer Arche von 300 mal 50 Ellen, wie sie in der Bibel beschrieben wird, von jeder der Millionen Tierarten auf der Erde zwei Exemplare unterzubringen, woraufhin ihn FitzRoy der Gotteslästerung bezichtigt.
Da der Captain mit den Aufzeichnungen der Küste nicht zufrieden ist, will er noch einmal nach Norden zum Río de la Plata segeln. Für die Vermessungen will er in Buenos Aires ein zweites Schiff, die Adventure, mit eigenem Geld kaufen. Er schlägt Darwin vor, ihn am folgenden Tag an der Mündung des Río Negro an Land zu setzen, damit er die Pampa bis Buenos Aires durchstreifen kann. Er vermittelt ihm den englischen Händler Harris, der Darwin gemeinsam mit ein paar Gauchos bis zum Lager von General Rosas am Río Colorado begleitet, da die Pampa voller gefährlicher Indianer ist.
Zu den wenigen Tieren, die Darwin in der Pampa beobachten kann, gehören die Nandus oder „südamerikanische Strauße“, wie er sie fälschlicherweise noch nennt, und deren Brutverhalten er studiert. Die Guanakos hingegen, wildlebende Lamas, beobachtet er, indem er – wie man es ihm empfohlen hat – mit eigenartigen Posen ihre Neugier weckt.
Nach drei Tagen erreicht die Gruppe Rosas‘ Lager, wo Darwin dessen Sekretär, der ihn für einen Spion hält, seine Dokumente vorweisen muss, um die Erlaubnis zum Durchreiten der Pampa bis Buenos Aires zu erhalten. Rosas‘ überheblicher Hofnarr Octavio versucht, ihm Angst sowohl vor Rosas wie auch den Indianern einzujagen. Am darauffolgenden Tag stellt General Rosas, der spätere Diktator Argentiniens, dessen oberstes Ziel es ist, so viele Indianer wie möglich zu töten, Darwin einen Führer samt Eskorte zur Verfügung. Er lädt ihn auch ein, in drei Jahren wieder zu kommen, wenn das Land, wie er sagt, „indianerfrei“ sein und den Gauchos gehören wird. Darwin fragt sich: „Was nützt Zivilisation, wenn sie entgegen jeglicher Moralbegriffe erzwungen wird?“
In Buenos Aires angekommen geht Darwin wieder an Bord der Beagle, wo er erfährt, dass der Maler Augustus Earle aus gesundheitlichen Gründen, aber auch wegen Differenzen mit FitzRoy, nach England zurückkehren wird. Danach segelt das Schiff wieder nach Feuerland. Neben den Temperaturen sinken auch die Moral und der gesundheitliche Zustand der Mannschaft: es grassieren Grippe und Erfrierungen. Selbst FitzRoy wirkt mutlos und scheint die Begeisterung an der Reise völlig verloren zu haben. Nachdem der Zahlmeister gestorben ist, beschließt er, nordwärts nach Valparaíso in Chile zu fahren, plant aber danach wieder nach Feuerland zurückzukehren, da er mit den Vermessungen noch immer nicht zufrieden ist.
In Valparaíso trifft Darwin einen englischen Freund von der Hochschule, der ihm und Lt. Sulivan einen Führer mit Maultieren über die Andenpässe nach Mendoza vermittelt. Auf dieser ersten Expedition durch die Anden vom 14. August bis 27. September 1834 sinniert Darwin über den beständigen Gesteinsverlust des Gebirges durch den Sedimentabbau über die Flüsse. Er stellt erstaunt fest, dass Maultiere über mehr Verstand, Zutraulichkeit, Ausdauer und eine höhere Lebenserwartung als ihre verschiedenartigen Eltern verfügen, dass also „das widernatürliche die Natur übertrifft“. Auch das scheinbar mühelose Dahingleiten der Kondore durch die Lüfte auf ihrer Suche nach Aas beeindruckt ihn. Und in einer Höhe von 4000 Metern über dem Meeresspiegel findet er versteinerte Muscheln – für Darwin der Beweis, dass die Anden durch tausende Erdbeben im Lauf der Zeit aus dem Meer emporgehoben worden sind.

### 5. Teil(I Felt Myself Brought Within Reach of That Great Fact – That Mystery of Mysteries)(1834–1835)
Im Herbst 1834 kehren Darwin und Lt. Sulivan nach vier Wochen von ihrer Andenüberquerung zurück. Auf dem Rückweg erkrankt Darwin an einem Leiden, dessen Ursache er nie ergründen, das ihn aber sein ganzes restliches Leben immer wieder heimsuchen wird. Zurück in Valparaíso warnt Lt. Wickham Darwin, dass FitzRoy unter einer tiefen Depression leidet. Die Admiralität hat ihn in einem Schreiben für den Kauf der „Adventure“ getadelt und will ihm weder die Kosten für das Schiff noch für die zusätzlichen 20 Männer erstatten, weshalb die Adventure nun verkauft werden muss. Als Darwin ihm zu alldem auch noch seine in den Anden gefundenen versteinerten Muscheln zeigt, bekommt FitzRoy einen Wutanfall, da er glaubt, Darwin wolle seinen Glauben wie auch die Autorität der Bibel untergraben. Der Schiffsarzt, Lt. Benjamin Bynoe, befürchtet gar, dass FitzRoy – wie schon sein Onkel Viscount Castlereagh – Selbstmord begehen könnte. Der Captain gibt sogar das Kommando über die Beagle an Wickham ab, der die Adventure kurz darauf zu dem guten Preis von 7.500 Dollar verkaufen kann – um 1.500 Dollar mehr, als FitzRoy dafür bezahlt hat. Obwohl FitzRoy einen Brief von der Admiralität erhält, in dem seine Beförderung vom Kommandanten zum Captain endlich bestätigt wird, will er seine Demission nicht zurücknehmen. Daraufhin erinnert ihn Wickham an die Befehle der Admiralität, wonach lediglich so viel von der Küste zu vermessen sei, wie die Zeit es erlaubt. Wickham schlägt dementsprechend vor, erstens nicht weiter als bis zum Kap Tres-Montes zu segeln, womit noch genug Zeit bliebe, um die Vermessungen bis Valparaíso fertigzustellen; und zweitens, dass FitzRoy wieder das Kommando übernimmt, da dies jeder Mann an Bord wünsche. FitzRoy willigt ein, dankt Wickham und schlägt vor, einen Empfang für die Honoratioren von Valparaíso an Bord zu geben, um sich für deren Gastfreundschaft zu bedanken.
Bei diesem Bordempfang am 20. Februar 1835 geraten der liberale Darwin und der konservative FitzRoy diesmal beim Thema Politik aneinander. Als weitaus folgenschwerer erweisen sich mehrere Erdstöße, die sogar das Schiff im Hafen leicht erschüttern. Als Darwin am nächsten Tag mit Covington am Hafenufer entlanggeht, um noch einige Proben zu sammeln, werden sie von einem Nachbeben überrascht. Einige Tage später reiten Darwin und FitzRoy in ein Dorf in der Nähe von Concepción, wo das Epizentrum des Bebens lag und sich ihnen ein Bild furchtbarster Verwüstung bietet. Es gibt über 100 Tote in der Gegend, und viele Menschen sind noch unter den Trümmern verschüttet. Am bemerkenswertesten ist für Darwin, dass sich die Küste um etwa einen Meter gehoben hat und nun Felsen aus dem Meer ragen, die bis dahin vom Wasser bedeckt waren.
Im September 1835 nimmt die Beagle Kurs auf die Galapagosinseln etwa 965 Kilometer westlich vom südamerikanischen Kontinent und direkt am Äquator. Auf der Fahrt dorthin beobachtet Darwin Delfine und einen Manta-Rochen. Darwin und die gesamte Mannschaft sind voller Neugier auf die kargen und mysteriösen „Los Islas Encantadas“ („Die verzauberten Inseln“), während FitzRoy Lt. Wickham auf die gefährlich starken Meeresströmungen zwischen den Inseln aufmerksam macht.
Der Captain und Darwin rudern mit einigen Männern zur Insel San Cristóbal, um Proviant zu besorgen und einige Sondierungen vorzunehmen. Die durch die vulkanische Herkunft der Inseln geformte Landschaft kommt beiden vor wie ein „Vorgeschmack auf die Hölle“, was für Darwin fundamentale Fragen aufwirft. Ausnahmsweise stimmt FitzRoy mit dem „Philosophen“, wie er und Wickham Darwin oft nennen, darin überein, dass diese Inseln viel später entstanden sein müssen als das südamerikanische Festland. Fasziniert studiert Darwin das kannibalische Verhalten der leuchtend-roten Klippenkrabbe und die Leguane – die einzigen Echsen, die nicht nur wendig und flink im Meer schwimmen, sondern auch ihre Nahrung – Meerespflanzen – ausschließlich dort suchen. Ihm fällt auch auf, dass die Leguane ihre Körpertemperatur dadurch regulieren, dass sie sich entweder flach auf den heißen Boden legen oder sich in den kühlenden Wind stellen, und dass jede der Inseln von einer eigenen Leguan-Art bewohnt wird. All das bestärkt Darwin in der Annahme, dass die Naturgeschichte der Galapagos-Inseln etwas ganz Besonderes ist.
Am nächsten Tag segelt die Beagle zur einzigen bewohnten der Inseln, Charles Island, um den dortigen englischen Gouverneur zu besuchen und dringend benötigtes Trinkwasser aufzunehmen. Auf Charles Island beobachtet Darwin Kubaflamingos und kommt zu dem Schluss, dass überall auf der Erde die Basis für organisches Leben existiert. Im Hochland stoßen Darwin und FitzRoy erstmals auf die Galapagos-Riesenschildkröten, die auf allen Inseln leben und nach denen die Galapagos ihren Namen haben. Darwin bezweifelt mittlerweile, dass diese Inseln mit ihren Lebewesen das Resultat eines gleichzeitigen Schöpfungsaktes waren, sind sie doch wahrscheinlich jünger als der Kontinent.
Am darauffolgenden Abend dinieren FitzRoy und Darwin bei Gouverneur Nicholas Lawson, dem Direktor des Strafgefangenenlagers auf Charles Island. Man speist „Schildkröte à la Galapagos“, und Lawson erläutert ihnen, dass die Schildkröten auf jeder Insel anders geformte Panzer haben. Darwin ist erstaunt über die Vielfalt der Arten auf diesen so nah beieinanderliegenden und scheinbar so ähnlichen Inseln. Er schreibt viel später darüber: „Wie auch immer die verschiedenen Lebensformen diese Ufer erreicht haben mögen – vom Wind getragen, an den Krallen oder im Gefieder von Vögeln, oder auf Treibholz schwimmend –, wie viele verschiedene Arten diese gefährliche Überfahrt auch überlebt haben mögen: die Tatsache, dass sich nach ihrer Ankunft Veränderungen sogar innerhalb der eigenen Art vollzogen, konnte nicht länger bezweifelt oder übersehen werden. Auf Galapagos fühlte ich mich in Zeit und Raum dem Rätsel der Rätsel, dem Anbeginn allen Lebens auf dieser Erde, nahegebracht.“

### 6. Teil(Suppose That All Animals and All Plants Are Represented by the Branches of a Tree – The Tree of Life)(1835–1839)
Im Oktober 1835 ist die Beagle seit etwa drei Wochen im Inselmeer der Galapagos. Und je mehr Inseln Darwin besucht, umso klarer wird ihm die Bedeutung dieser Region in ihrer naturgeschichtlichen Außergewöhnlichkeit. Die meisten Pflanzen und Tiere, die er beobachtet, sind Endemiten, kommen also nur hier vor. Auch wenn einige mit Arten des südamerikanischen Festlandes verwandt sind, so erstaunt ihn, dass sie sich auch von Insel zu Insel in außerordentlicher Weise voneinander unterscheiden – obwohl, wie er überzeugt ist, in jüngster geologischer Vergangenheit noch keine der Inseln aus dem Meer ragte. Der Revierkampf zweier Leguane scheint ihm von einem fundamentalen Instinkt geleitet und er hat das Gefühl, dem Anbeginn allen Lebens ganz nah zu sein. In Seevögeln wie den Fregattvögeln mit ihren rot leuchtenden Kehlsäcken, die als Potenzmerkmale dienen, sieht er die ersten Saatträger des Lebens für neu entstandene Eilande und erkennt, dass im unablässigen „Kampf ums Dasein“ nur die Kräftigsten und Stärksten überleben. Selbst bei den friedfertigen Blaufußtölpeln wird nur das stärkere von zwei Jungen großgezogen. Darwin vergleicht die Komplexität der Handlungsabläufe auf der ’’Beagle’’ mit jenen in der Natur und vermutet als deren Triebfeder Instinkte, während er die Zutraulichkeit der meisten Tiere auf den Inseln darauf zurückführt, dass dort nur selten Menschen wie z. B. Walfänger landen. Die unterschiedlichen Finkenarten und insbesondere ihre verschiedenen Schnabelformen und -größen, welche an die jeweilige Nahrung angepasst sind, sollten Darwin erst später intensiv beschäftigen und seine Theorien nachhaltig beeinflussen. Von den 26 von ihm beobachteten Landvögeln waren 20 endemisch, von den 11 Seevogelarten interessanterweise hingegen nur zwei.
Am 20. Oktober 1835 tritt die Beagle die lange Reise nach Tahiti und Australien an. An Bord katalogisiert Darwin die gesammelten Finken, aber nur Captain FitzRoy hat in seinen Notizen vermerkt, welche Finken von welcher Insel stammen. Während Darwin über die Ursachen der Artenvielfalt unter den Finken rätselt, sieht FitzRoy darin wieder nur ein Beispiel für die wunderbare Schöpfung der Natur, wo jede Art perfekt an den ihr von Gott bestimmten Ort angepasst sei. Er gibt Darwin seinen Reisebericht zur Ansicht. Dieser willigt ein, FitzRoy seine Tagebuchaufzeichnungen zu übergeben, damit er seinen Bericht damit ergänzen kann. Auch Darwin beginnt an einem Resümee der Reise zu schreiben, während der ihn die Regenwälder Brasiliens und die trostlose Einsamkeit Feuerlands wohl am stärksten beeindruckt haben. Er erinnert sich an die unvergleichliche erste Erfahrung eines Erdbebens und hält fest: „Während meiner Reisen lernte ich, dass wie in der Musik derjenige, der jede einzelne Note versteht, die Gesamtheit eines musikalischen Werkes erfasst.“
Am 2. Oktober 1836 läuft die Beagle in den englischen Hafen Falmouth ein. Darwin verabschiedet sich von FitzRoy und besucht bald darauf mit seinem Vater seinen Onkel Josiah Wedgwood und seine beiden Cousinen Fanny und Emma. In Cambridge trifft er seinen Förderer Henslow und den Geologen Charles Lyell, welcher ihn um einen Artikel über seine Theorie der Entstehung von Korallenriffen für die Geologische Gesellschaft bittet.
Schließlich werden Darwins Reisetagebücher als separater letzter Band zu FitzRoys Reisebericht veröffentlicht. Der inzwischen verheiratete FitzRoy trifft sich mit Wickham, welcher auf des Captains Empfehlung das Kommando der Beagle erhalten hat und nach Australien aufbrechen wird. Bei dieser Gelegenheit zeigt sich FitzRoy verärgert darüber, dass Darwin in seinem Vorwort keinen der Offiziere namentlich erwähnt hat. Während Darwin Lyell gegenüber diesen Fehler als Unachtsamkeit erkennt und Abhilfe verspricht, ahnt Lyell, dass sich der konservative FitzRoy auf das Abstellgleis der von Liberalen beherrschten Marine geschoben sieht und neidisch auf Darwins Ruhm ist.
Darwin äußert Lyell gegenüber seine Gedanken zur Veränderung der Arten, worauf ihn dieser warnt, dass „solche Ideen zu den größten Ketzereien unserer Zeit“ zählen. Im Geheimen arbeitet Darwin an der Weiterentwicklung seiner Hypothese und entwickelt das Bild eines „Stammbaums des Lebens“ mit neuen und ausgestorbenen Arten. Von da an fesselt ihn das große Rätsel des Lebens. Seine Gesundheit ist hingegen nach wie vor angeschlagen. Er leidet immer wieder unter anhaltenden Herzbeschwerden, deren Ursache auch sein Vater nicht ergründen kann. Am 29. Jänner 1839 heiratet Charles Darwin seine Cousine Emma Wedgwood.

### 7. Teil(In the Distant Future, Light Will Be Thrown Upon the Origin of Man, and His History)(1843–1860)
Im Herbst 1843 kehrt Joseph Dalton Hooker, Sohn des Direktors der Botanischen Gärten in Kew bei London, von einer Expedition an Bord eines britischen Kriegsschiffs zurück – wie Darwin hatte auch er an seiner Reise als Naturforscher teilgenommen. Die gemeinsamen Erfahrungen in zum Teil denselben Weltregionen lassen die beiden rasch Freunde werden, und Darwin vertraut Hooker bald seine geheimsten Gedanken an: „Ich bin fast sicher – ich fühle mich, als würde ich einen Mord gestehen –, dass die Arten nicht unveränderlich sind.“ Hooker glaubt zunächst, dass Darwin sich damit auf den französischen Botaniker, Zoologen und Entwicklungsbiologen Jean-Baptiste de Lamarck bezieht, aber Darwin vertritt vielmehr die Ansicht, dass sich alle Arten durch natürliche Auswahl an veränderte Lebensbedingungen anpassen, während unangepasste Arten aussterben. Hooker rät ihm, zu publizieren, aber Darwin meint, seine Aufzeichnungen seien noch unfertig. Als er die ursprünglich auf der Erde existierenden Arten mit „vielleicht nicht mehr als zehn“ beziffert, meint Hooker: „Sie haben Glück, im England Queen Victorias zu leben, mein lieber Charles. Im Spanien des 16. Jahrhunderts hätte man Sie auf dem Scheiterhaufen als Ketzer verbrannt.“
Captain FitzRoy, seit 1841 Tory-Abgeordneter im Unterhaus, ist unterdessen in einen Streit um seine Wahl ins Parlament verwickelt. Der Abgeordnete Sheppard, ebenfalls Mitglied der konservativen Partei, beschuldigt ihn, sein Mandat durch Bestechung errungen zu haben. FitzRoy fühlt sich in seiner Ehre als Parlamentsmitglied und Gentleman beleidigt. Als Sheppard ihn vor Zeugen provoziert, schlägt ihn FitzRoy mit seinem Stock zu Boden. Während der folgenden fünf Jahre, in denen FitzRoy von 1843 bis 1845 auch als Gouverneur von Neuseeland dient, haben er und Darwin keinerlei Kontakt.
Charles Darwin zieht sich mit seiner Frau und seinen drei Kindern in sein Landhaus in Kent zurück, um an seiner Theorie zu arbeiten und seine angegriffene Gesundheit zu schonen. Er bittet sogar seine Frau Emma, für den Fall, dass ihm etwas zustoße, seinen Essay über die Entstehung der Arten zu veröffentlichen, wofür er 400 Pfund beiseitegelegt hat. Er sammelt weiter so viele Informationen wie möglich – hauptsächlich über einheimische Tiere und Pflanzen – und unterhält sich mit Gärtnern und Tierzüchtern. Im Zuge seiner Studien verliert er langsam seinen Glauben an das Christentum als heilige Offenbarung. Da erkrankt im Mai 1851 seine älteste Tochter Annie an hohem Fieber und stirbt kurz darauf.
Seine Freunde Charles Lyell, Hooker und Huxley drängen Darwin, zu veröffentlichen, um wenigstens seine Priorität sicherzustellen, aber der meint nach wie vor, noch zu wenig Material gesammelt zu haben. Als ihn Huxley fragt, wo er in seiner allgemeinen Theorie den Menschen eingliedern wolle, antwortet Darwin, dass er dieses Thema nicht anfassen will, da es mit zu vielen Vorurteilen belastet sei – auch wenn es, wie er sagt, für einen Naturforscher das wichtigste aller Probleme ist. Lyell merkt dazu an, dass Darwin zumindest beim Menschen die Hand des Schöpfers erkennen müsse.
Im Juni 1858 erhält Darwin unerwartet ein Schreiben von dem Naturforscher Alfred Russel Wallace von der Molukken-Insel Ternate mitsamt dessen Manuskript „Über die Neigung der Arten, ihre Form vollständig zu verändern“, das dieser ihn bittet, an Lyell weiterzuleiten. Darwin ist geschockt, denn es kommt ihm so vor, als hätte Wallace seit Jahren seine Gedanken gelesen. Dennoch leitet er das Schreiben wie gewünscht an Lyell weiter. Hooker drängt ihn, nun endlich seine Ergebnisse der vergangenen 15 Jahre zu publizieren. Darwin zögert immer noch, woraufhin ihm Hooker vorschlägt, eine gemeinsame Vorstellung ihrer beider – Darwins und Wallaces – Forschungsergebnisse bei der nächsten Sitzung der Linnean Society zu veranstalten. Da sich Charles angesichts der Erkrankung seiner Frau und zwei seiner Kinder außerstande sieht, nach London zu reisen, stimmt er zu, dass Hooker und Lyell als seine Vertreter fungieren – vorausgesetzt, dass Wallace seinen Teil der Anerkennung erhält. Hooker drängt Darwin darüber hinaus, sein Buch, das den Titel „Über die Entstehung der Arten“ tragen soll, so rasch wie möglich fertigzustellen, und dieser macht sich wieder an die Arbeit.
Inzwischen ist FitzRoy von seinem Posten als Gouverneur von Neuseeland abberufen worden und erzählt Darwin deprimiert bei einem Besuch in Down House, wie seine Bilder daraufhin von der jubelnden Menge in Nelson verbrannt worden sind. Die beiden stoßen in Erinnerung an bessere Tage auf ihre gemeinsame Zeit auf der Beagle an. Lyell versucht vergeblich, Darwin dazu zu bewegen, eine Anmerkung zu einem Schöpfer in sein Buch einzubauen, „um den absehbaren Sturm abzuweisen“. Er ist aber jedenfalls von der Wichtigkeit der Veröffentlichung überzeugt, die am 24. November 1859 erfolgt und sich, wie Darwin später meint, als die wichtigste Publikation seines Lebens erweist. Von den Kanzeln der Kirchen im ganzen Land, wie auch in wissenschaftlichen Fachblättern wird Darwin hingegen als ein Mann, der die Naturwissenschaften entehrt hätte, verhöhnt. Als zwei Frauen das Buch im Schaufenster einer Buchhandlung sehen, sagt die eine: „Ich habe gehört, er schreibt, dass wir vom Affen abstammen“, worauf die andere meint: „Hoffentlich ist das nicht wahr. Aber wenn es stimmt, müssen wir beten, dass es um Gottes Willen niemand erfährt.“
Eine Einladung der British Association for the Advancement of Science in Oxford für den 28. Juni 1860 schlägt Darwin aus gesundheitlichen Gründen aus, und so übernehmen Hooker und Huxley dort seine Verteidigung vor allem gegen den redegewaltigen Bischof Samuel Wilberforce, der überdies noch von Darwins Freund Richard Owen mit inhaltlicher Munition versorgt wird. Obgleich Darwin in seinem Werk von 600 Seiten nur einmal den Menschen erwähnt, geht es in der Debatte vor Publikum – darunter FitzRoy – vor allem um die Frage der Abstammung des Homo sapiens. Wilberforce stellt Darwins Theorie als direkte Herausforderung an den christlichen Glauben dar, „die den Schöpfer beleidigt oder sogar seine Existenz verneint“ und spitzt seine Rede in folgender Frage an Huxley zu: „War es sein Großvater oder seine Großmutter, warum er glaubt, Nachkomme eines Affen zu sein?“ Huxley, nicht minder wortgewandt, schließt seine Erwiderung mit den Worten: „Ein Affe mag Ihnen wohl eher als eine arme Kreatur vorkommen, mit niederer Intelligenz und gebücktem Gang. Er grinst und kreischt, wenn wir vorbeigehen. Aber ich hätte lieber einen Affen als Vorfahren als einen Mann, der bereit ist, seine unbestrittene Gabe der Redegewandtheit und seine Kultur für Lüge und Vorurteil zu prostituieren!“ Vom Großteil des Publikums erntet Huxley stürmischen Beifall, und nachdem Wilberforce wütend abgegangen ist, tritt FitzRoy ans Rednerpult und spricht „von der unanfechtbaren Autorität der heiligen Bibel“, erntet aber ebenfalls nur Spott und Hohn. Hooker berichtet dem auf Kur weilenden Darwin von seinem Triumph, der erleichtert und hocherfreut ist, wenngleich er sich von Owens hinterhältigem Benehmen enttäuscht zeigt. Der stets unter Depressionen leidende FitzRoy begeht fünf Jahre später Selbstmord.
Bald darauf erhält Darwin einen Brief von Lyell, in dem dieser schreibt, dass Queen Victoria und Prinz Albert großes Interesse an seiner Theorie hätten und ihn gerne kennenlernen würden. Und ein deutscher Verleger bittet ihn, seine Lebensgeschichte aufzuschreiben.
Darwin resümiert über sein Leben: „Es ist erstaunlich, dass ich mit meinen bescheidenen Fähigkeiten das Denken der Menschen derart beeinflussen konnte. Für meinen Vater und meine Lehrer war ich ein normaler Junge mit durchschnittlicher Intelligenz. Die Reise an Bord der Beagle war das wichtigste Ereignis meines Lebens und war der bestimmende Faktor meiner Karriere.“

## Rezeption und Auszeichnungen
Die Presse lobte: „Hier gelang das Kunststück, Fragen um Wissenschaft und Weltbild in eine wirklich abenteuerliche Handlung zu verpacken – und das allein durch möglichst authentische Rekonstruktion einer Unternehmung, die Forschungsgeschichte gemacht hat“. Denn die BBC drehte an Originalschauplätzen, ließ in Brasilien für die Dreharbeiten den Karneval nachspielen und baute das Originalschiff „Beagle“ 1:1 nach. Der verdiente Erfolg stellte sich ein und auch in Deutschland avancierte die siebenteilige Serie zum Straßenfeger. In der deutschen Version sind zudem Horst Frank, Heinz Engelmann, Herbert Weicker und Franz Rudnick Synchronsprecher. (DVD-Covertext)
The Christian Science Monitor bezeichnete die Serie als „a profoundly stimulating mix of entertainment and information“ („eine ungemein anregende Mischung aus Unterhaltung und Information“).
Die Serie gewann 1979 bei drei Nominierungen die BAFTA-Preise für die beste auf Tatsachen basierende Serie und für die beste Kamera. Im gleichen Jahr gewann sie außerdem den Preis für die beste Dokumentar-Serie der Broadcasting Press Guild Awards.

## DVD-Edition
Am 17. August 2012 wurde eine deutschsprachige und am 7. Mai 2021 eine deutsch- und englischsprachige Edition der Serie jeweils auf 3 DVDs veröffentlicht.